# Anestezie și terapie intensivă
Anestezia și terapia intensivă (ATI) este specialitatea medicală care asigură, prin mijloace farmacologice și tehnice specifice, pe de-o parte condițiile necesare pentru desfășurarea actului chirurgical, a îngrijirii perioperatorii și a altor proceduri diagnostice/terapeutice, iar pe de altă parte, suportul indispensabil pacientului critic pentru evaluarea și tratamentul disfuncțiilor/leziunilor de organ.
În secțiile de terapie intensivă sunt admiși pacienți cu funcții alterate sau organe lezate, care le pun viața în primejdie. Din acest motiv secțiile de terapie intensivă sunt dotate cât se poate de bine: aparate de ventilație pentru suplinirea funcției respiratorii, aparate de dializă pentru suplinirea funcției renale, monitoare de diferite tipuri pentru supravegherea a cât mai mulți parametri (tensiune arterială, alură ventriculară, saturația oxigenului și dioxidului de carbon din sânge, măsurarea pH sângelui, presiuni în cavitățile inimii, etc).
Cateterizarea arterei pulmonare (cateter Swan-Ganz) este larg utilizată la pacienții critici deoarece se crede că se pot obține informații suplimentare despre sistemul cardiopulmonar de la cateterul plasat central (presiuni în cavitățile inimii și în vasele pulmonare, debit cardiac, etc). Un raport din 1996 care sugera că această tehnică crește de fapt mortalitatea a dus la scăderea utilizării sale cu 2/3. Studii randomizate și o revistă Cochrane (revistă a studiilor publicate pe net) nu au dovedit nici un impact al acestei tehnici asupra mortalității.
Ventilația asistată - are rolul să ajute funcția respiratorie deficitară (insuficiență respiratorie). Respirația este "ajutată" fie manual (cu un balon special) fie mecanic la un pacient care poartă o mască specială sau la un pacient cu o sondă introdusă în trahee (intubat traheal). Asistarea este realizată prin creșterea presiunii, intermitent, concomitent cu efortul inspirator al pacientului.
Ventilația controlată - este necesară la pacientul care nu-și poate asigura ventilația necesară sau efortul respirator este mult prea costisitor prin consumul de oxigen al mușchilor respiratori. Controlul ventilației se realizează cel mai bine la pacientul intubat traheal. controlul se realizează prin creșterea presiunii în timpul inspirului într-un ritm impus de necesitățile organismului și de afecțiunile care au făcut necesară manevra.